# Чечулін Іван Павлович
Іван Павлович Чечулін (рос. Иван Павлович Чечулин, 19 вересня 1918 — 2 лютого 1945) — командир взводу легких бронемашин окремої розвідувальної роти 9-ї гвардійської механізованої бригади 3-го гвардійського механізованого корпусу 1-го Прибалтійського фронту, гвардії технік-лейтенант. Герой Радянського Союзу.

## Біографія
Народився 19 вересня 1918 року в селі Чечуліна (нині — в Свердловській області) в селянській родині. Жив із батьками в селищі Верхня Синячиха , потім на станції Сисерть (нині — селище Станціонний-Полевський в Полевському міському окрузі). Навчався в технікумі в місті Кемерово, працював на азотно-туковому заводі.
У жовтні 1939 року був призваний до Червоно Армії Кемеровським міськвійськоматом. Учасник радянсько-німецької війни з червня 1941 року. В боях брав участь на Західному і Південно-Західному фронтах. У 1943 році закінчив Саратовське бронетанкове училище. Член ВКП(б) з 1944 року. Ставши офіцером, воював командиром взводу легких бронемашин окремої розвідувальної роти 9-ї гвардійської механізованої бригади на 1-му Прибалтійському фронті.
28 липня 1944 року в складі розвідгрупи вів розвідку по маршруту Шяуляй — Єлгава. Разом з саперами під вогнем противника розміновував міст через річку, чим забезпечив стрімке просування частин. Продовжуючи розвідку, увірвався на околицю міста Йонішкіс, навів паніку, розсіяв до батальйону супротивників, захопив 3 тягачі, гармату і 5 мотоциклів. Переслідуючи відступаючого противника, наздогнав колону машин з піхотою, вогнем з кулемета знищив 17 машин і до 60 супротивників. На станції Елея виявив бронепоїзд, який був знищений.
Коли був поранений командир розвідгрупи, гвардії технік-лейтенант Чечулін прийняв командування групою на себе, пробився через автоколону противника, знищивши при цьому особисто гранатами три автомобілі. Будучи сам пораненим, продовжував керувати боєм. 29 липня представлений до присвоєння звання Героя Радянського Союзу.
Бої тривали. Гвардії технік-лейтенант Чечулин загинув в бою 2 лютого 1945 року. Похований на братському військовому кладовищі в селищі Вайнеде Лієпайського району Латвії.
Указом Президії Верховної Ради СРСР від 24 березня 1945 року за мужність і героїзм гвардії технік-лейтенанту Чечуліну Івану Павловичу присвоєно звання Героя Радянського Союзу.

## Пам'ять
У селищі Верхня Синячиха на будинку, де жив Герой, встановлена меморіальна дошка